# Jardin Villemin
Der Jardin Villemin ist eine Grünanlage im 10. Arrondissement von Paris. In ihm gibt es die Abteilung Le Poireau agile, der erste Gemeinschaftsgarten in einer Pariser Anlage.

## Lage und Namensursprung
Der Park liegt am Canal Saint-Martin, Quai de Valmy. Der Eingang in der Rue des Récollets weist noch auf das ehemalige Militärkrankenhaus, Hôpital militaire Villemin, hin. Das Krankenhaus und damit der spätere Garten wurden nach dem Militärarzt, Hygieniker und Epidemiologen Jean-Antoine Villemin benannt.
Der Garten ist nach Jean-Antoine Villemin benannt, der 1865 bewiesen hat, dass Tuberkulose eine ansteckende Krankheit ist.

## Geschichte
1977 wurde auf dem Gelände des Hôpital militaire Villemin, das 1968 geschlossen wurde, ein Park eingerichtet. Das Krankenhaus wurde 1861 im Couvent des Récollets nahe den Bahnhöfen Paris-Est und Paris-Nord eingerichtet, um die Kriegsversehrten sofort versorgen zu können.
Bevor der Garten eingerichtet wurde, war an dieser Stelle ein Autobahnkreuz vorgeplant. Das Projekt wurde jedoch aufgegeben, so dass der Garten erhalten blieb und neu gestaltet werden konnte. Er wurde dann vier Mal vergrößert: 1980 im Norden, 1986 im Osten, 2000 verdoppelte sich die Fläche und 2007 im Süden mit 1870 m².

## Besonderheiten
In der Anlage gibt es eine große Rasenfläche mit Blick auf den Kanal, einen Teich, einen Musikpavillon, Kinderspielplätze und Sportanlagen. Ein Brunnen Enfant au dauphin et tritons (deutsch Kind auf Delfin und Triton) von Marie Auguste Martin (1828–1910); er gehörte zu einem der 30 Brunnen, die auf den Bürgersteigen der Rue du Faubourg Saint-Martin standen.

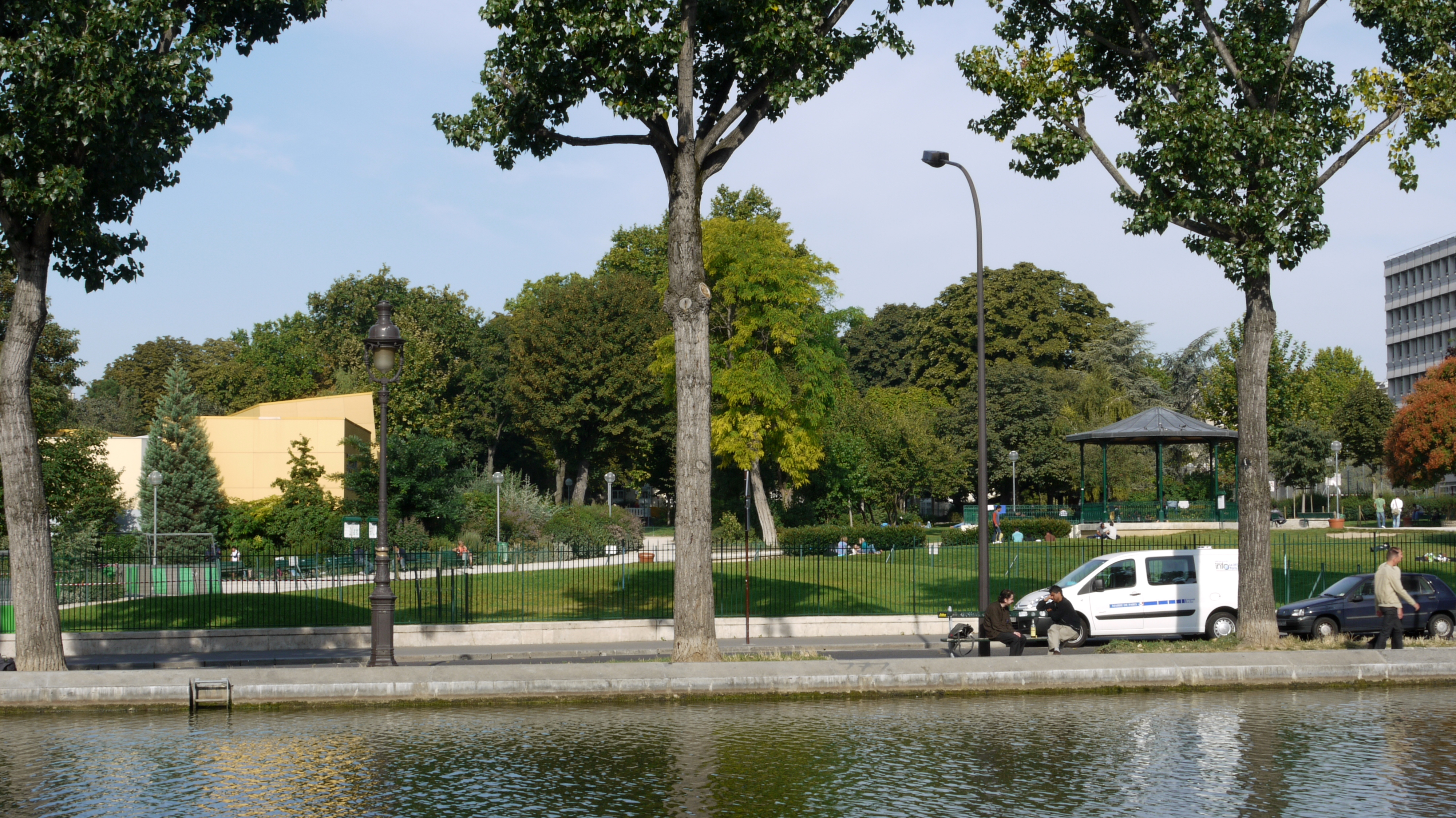
Der Garten am Canal Saint-Martin
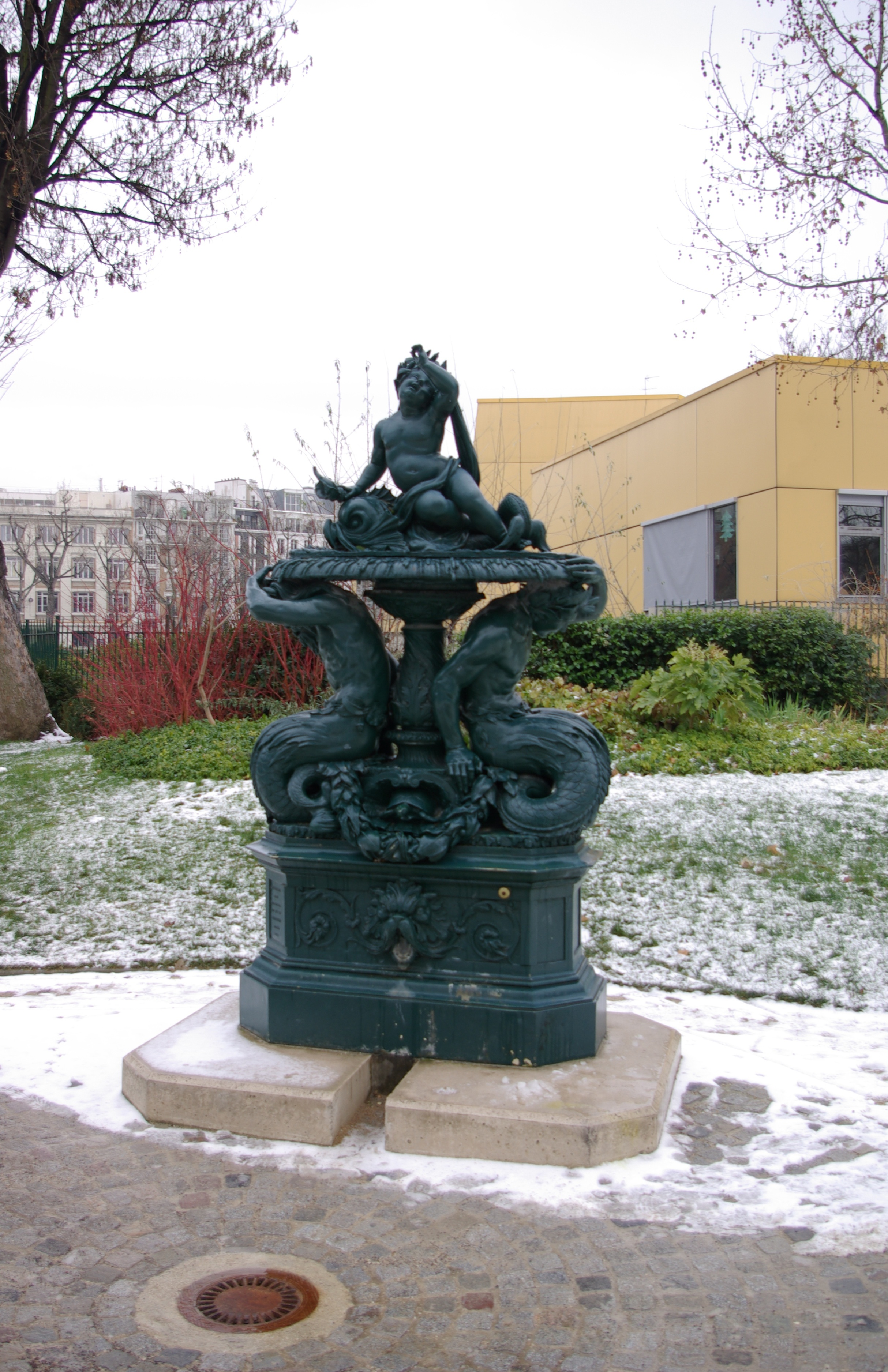
Fontaine du jardin Villemin

### Le Poireau Agile
Die Vereinigung Graine de jardins, ein Netzwerk von Gemeinschaftsgärten in der Île-de-France, wurde 2004 von der Stadt Paris beauftragt, eine Anwohnervereinigung zu gründen und ein Projekt zur Erweiterung des Jardin Villemin auf einer angrenzenden Brachfläche zu entwickeln, woraus ein der Allgemeinheit zugänglicher Pflanzgarten werden soll.  Der Verein Ville mains jardins wurde 2005 gegründet und das Areal Le Poireau Agile wurde im Juli durch eine Vereinbarung kostenlos abgetreten; das Projekt war erfolgreich.
Die Anbaufläche hat ihren Zugang bei der 4, Rue des Récollets und umfasst etwa 220 m². Sie ist jeden Tag des Jahres von Sonnenaufgang bis Sonnenuntergang geöffnet. Es gibt 50 Parzellen, die gemeinsam oder individuell gestaltet werden können. Sie ist nicht eingezäunt, sondern nur durch einen Rundweg und eine Buchsbaumhecke begrenzt. Allerdings ist der Park nachts geschlossen, so dass auch hier kein Zugang möglich ist. Schulen, Freizeitzentren und medizinisch-soziale Vereine kommen zum Gärtnern hierher. Man hat etwa 150 Pflanzenarten und 300 Arten bestäubender Insekten registriert.
Es entstand ein Ort des gemeinsamen Gärtnerns, ein Versuchsfeld, ein Zentrum der Volksbildung, ein Ort des Austauschs zwischen den Generationen und der Solidarität. So wurde die Abteilung zu einem Instrument zur Förderung des ökologischen Verständnisses der Umwelt und zur Entdeckung der Biodiversität. Hier entstehen kulturelle oder künstlerische Aktivitäten und Nachbarschaftsveranstaltungen.

### Anmerkung
1. ↑  etwa: Der lebhafte Lauch